# Saw Sa
Saw Sa, född 1884, död 1962, var en iransk läkare. Hon blev 1911 den första kvinnliga läkaren i Burma. 